# Klaus Hennig (Judoka)
Klaus Hennig (* 27. Januar 1944 in Breslau) ist ein ehemaliger Judoka aus der Deutschen Demokratischen Republik (DDR). 1970 siegte er bei den Europameisterschaften.

## Leben
Hennig wuchs in Schwerin auf und wurde zum SC Dynamo Berlin delegiert. Dort entwickelte er sich im Sportclub ab 1963 als Schwergewichtler zum Nachfolger von Karl Nitz. Zunächst trat er 1964 und 1965 bei den DDR-Meisterschaften im Halbschwergewicht an und verlor in den Finalkämpfen gegen Helmut Howiller vom SC DHfK Leipzig. Als Uwe Stock 1965 in der Männermannschaft des SC Dynamo begann, die erste Position im Halbschwergewicht zu besetzen, stieg Hennig ins Schwergewicht auf. 1966 löste er Herbert Niemann vom ASK Vorwärts Berlin als DDR-Meister ab und gewann auch 1967 den DDR-Meistertitel im Schwergewicht. Nach der Auslagerung der Judoabteilung zum SC Dynamo Hoppegarten siegte der Schützling von Trainer Gert Schneider von 1970 bis 1972 sowohl im Schwergewicht als auch in der Offenen Kategorie. Als Trainingspartner im Sportclub unterstützte er Wolfgang Zuckschwerdt bei dessen Entwicklung zum internationalen Wettkämpfer. 1966, 1967 und 1968 erhielt Hennig bei den Europameisterschaften jeweils die Bronzemedaille in der Offenen Kategorie, 1967 erkämpfte er zusätzlich Bronze im Schwergewicht. Bei den Judo-Europameisterschaften 1970 in Ost-Berlin siegte Hennig im Finale gegen den favorisierten Niederländer Wim Ruska. 1972 erkämpfte sich Hennig eine weitere Bronzemedaille bei den Europameisterschaften in Voorburg. Bei den Olympischen Spielen 1972 in München schied Hennig im Schwergewicht gegen Klaus Glahn und in der Offenen Klasse gegen Angelo Parisi aus.
Hennig war gelernter Siebdrucker. Als Angehöriger von Dynamo gehörte er als Sportsoldat dem Wachregiment Feliks Dzierzynski an, wo er Leutnant war. Nach der Wende 1990 war Hennig als Physiotherapeut tätig.